# Псефирь

Бассейн Кубани

Псефи́рь (Псефир) — река в Краснодарском крае России, правый приток Фарса (бассейн Кубани).
Устье реки находится в 143 км по правому берегу реки Фарс. Длина реки составляет 67 км, площадь водосборного бассейна — 378 км².
В 15 км от устья, по левому берегу реки впадает река Кабанец. В 53 км от устья, по левому берегу реки впадает река Абшехвира.
Река протекает через станицу Костромскую и непосредственно возле хутора Ульяново.

## Данные водного реестра
По данным государственного водного реестра России относится к Кубанскому бассейновому округу, водохозяйственный участок реки — Лаба от впадения реки Чамлык и до устья. Речной бассейн реки — Кубань.
Код объекта в государственном водном реестре — 06020000912108100004064.